# Black Cat (manga)
Black Cat (ブラックキャット Burakku Kyatto?) är en japansk manga som är ritad och skriven av Kentaro Yabuki. Serien började i tidningen Weekly Shōnen Jump år 2000 och slutade 2004. 20 volymer släpptes och en anime på 24 avsnitt sändes mellan 2005 och 2006.

## Handling
Train Heartnet, också känd under kodnamnet "svarta katten," jobbade som lönnmördare åt Chronos-organisationen men övergav organisationen för att istället arbeta som prisjägare. Tillsammans med kompanjonen Sven Vollfied ger de sig av efter en vapensmugglare men deras väg korsas av den eleganta tjuven Rinslet Walker som erbjuder sin hjälp.